# Die Zeit
A Die Zeit (saját írásmódja: DIE ZEIT, „az idő”) országos német hetilap, amely először 1946. február 21-én jelent meg. 1996 óta a Georg von Holtzbrinck Kiadóhoz tartozik. A lap csütörtökönként jelenik meg; ha ez ünnepnap, akkor általában egy nappal korábban.
A lap székhelye alapítása óta Hamburg. A politikailag liberális, felsőfokú végzettséggel rendelkezők hagyományosan a célcsoport, de gyakori, hogy az olvasó véleménykialakítását megkönnyebbítendő, több eltérő politikai véleményt is egymás mellé állítanak.
A lap felelős kiadói Helmut Schmidt (1983-tól 2015 novemberében bekövetkezett haláláig), Josef Joffe és Michael Naumann, egykori kulturális miniszter. Naumann 2007 márciusa és 2008 között a kiadónál szabadságon volt, hogy az SPD hamburgi polgármesterjelöltjeként kampányolhasson. Ole von Beust választási győzelme után visszatért a Zeithez. Ezenkívül a Zeit még a 2002-ben elhunyt Marion Dönhoffot is a kiadók között sorolja.
Főszerkesztő Giovanni di Lorenzo, helyettes főszerkesztők Matthias Naß és Bernd Ulrich. A szerkesztőség ez idő szerint 115 munkatársat foglalkoztat nyolc rovatban:
- Politika - Bernd Ulrich
- Dossier - Stefan Willeke
- Gazdaság - Uwe Jean Heuser
- Tudomány - Andreas Sentker
- Feuilleton - Florian Illies és Jens Jessen
- Utazás - Dorothée Stöbener
- Esélyek - Thomas Kerstan
- ZEIT magazin - Christoph Amend

Minden szám végén történelmi visszatekintés kap helyet, amelynek valamilyen aktuális vonatkozása van, ennek a címe „Zeitläufe” (Az idő útjai) és Benedikt Erenz vezetésével szerkesztik. Az újságnak több saját iroda dolgozik; Frankfurt am Main, Berlin, London, Brüsszel, Párizs, Moszkva, Isztambul és Washington és dolgoznak tudósítói Tel-Avivban, Johannesburgban, New Yorkban, Újdelhiben és Pekingben.
A Die Zeit a Frankfurter Societäts-Druckerei nyomdában készül Mörfelden-Walldorf, valamint az Axel Springer AG nyomdájában Essen-Kettwigben ill. Ahrensburgban. A terjesztést a Gruner + Jahr végzi.
A „ZEIT magazin” mellékletben volt Giovanni di Lorenzo főszerkesztőnek egy kolumnája 2009-ig, amelyben hétről hétre egy rövid interjút készített Helmut Schmidttel „Auf eine Zigarette mit Helmut Schmidt” (Egy cigaretta Helmut Schmidttel). Rendkívül népszerűek még Harald Martenstein szarkasztikus hangvételű kolumnája, ill. Wolfram Siebeck receptkolumnája. A Die Zeit 1979-ben Erasmus-díjat kapott.